# Amy Pascal
Amy Beth Pascal (Los Angeles, 25 de março de 1958) é uma executiva de negócios e produtora de cinema americana . Ela atuou como Presidente do Motion Pictures Group da Sony Pictures Entertainment (SPE) e co-presidente da SPE, incluindo a Sony Pictures Television, de 2006 até 2015. Ela supervisionou a produção e distribuição de muitos filmes e programas de televisão e foi co-presidente durante o ataque hacker à Sony Pictures Entertainment no final de 2014.
Pascal iniciou sua própria empresa de produção com contrato de financiamento e distribuição via Sony Pictures Entertainment. A empresa, chamada Pascal Pictures, produziu o reboot de Caça-Fantasmas (2016) e o filme co-produzido pela Marvel Studios, Spider-Man: Homecoming (2017) e suas continuações Spider-Man: Far From Home  e Spider-Man: No Way Home (2021) sendo último filme da parceria da Sony com a Marvel Studios, em 2018 ela também iniciou e criou um próprio universo baseado nos personagens do Homem Aranha o Universo Marvel da Sony no inicio ela queria que esse universo se conectasse com o MCU mas após o sucesso de Venom (2018) fez com que Amy se encorajasse a seguir com esse universo sem nenhuma menção ao MCU e sem nenhuma menção ao Homem Aranha de Tom Holland esse universo já tem três filmes Venom (2018), Venom: Let There Be Carnage (2021) e Morbius (2022) além de estar desenvolvendo Kraven, The Hunter (2023) e tem planos para dar continuidade com esse universo com o Venom interpretado pro Tom Hardy sendo a figura principal desse universo e ela não tem planos pro Homem Aranha nesse universo. 

## Filmografia como produtora
- Caça-Fantasmas (2016)
- Spider-Man: Homecoming (2017)
- The Post (2017)
- Molly's Game (2017)
- Barbie (2018)
- The Girl in the Spider's Web (2018)
- Venom (2018)[3]
- Spider-Man: Into the Spider-Verse (2018)
- Spider-Man: Far From Home (2019)
- Little Woman (2019)
- Venom: Let There Be Carnage (2021)
- Spider-Man: No Way Home (2021)
- Morbius (2022)
- Spider-Man: Across the Spider-Verse (2022)
- Kraven, The Hunter (2023)